# Dudley R. Herschbach
Dudley Robert Herschbach (San Jose (Californië), 18 juni 1932) is een Amerikaans scheikundige. Hij ontving de Nobelprijs voor Scheikunde in 1986 samen met Yuan T. Lee en John Polanyi voor hun bijdragen op het gebied van de dynamica van elementaire chemische processen.

## Biografie
Herschbach werd geboren in Californië als oudste van de zes kinderen van de konijnenfokker Robert Herschbach en Dorothy Beer Herschbach, alwaar hij opgroeide in een landelijk omgeving. Na de Highschool in Campbell studeerde hij respectievelijk aan de Stanford-universiteit en Harvard. Bij die laatste promoveerde hij in 1958 in de chemische fysica. In 1959 werd hij docent scheikunde aan de Universiteit van Californië - Berkeley om vervolgens in 1963 terug te keren naar Harvard waar hij hoogleraar scheikunde werd. In 1976 werd hij er benoemd tot "Baird Professor of Science", deze leerstoel behield hij tot aan zijn emeritaat in 2003.
Herschbach stond in de voorhoede van een nieuw onderdeel van de wetenschap: de moleculaire stereodynamica – de meting en theoretische analyse van vectoreigenschappen van dynamische reacties. In 1989 won hij de Nobelprijs voor de ontwikkeling van de moleculaire bundeltechniek, waarmee zeer hoge resolutiespectroscopie aan grote moleculen kon worden gedaan.